# Oscar Sabo

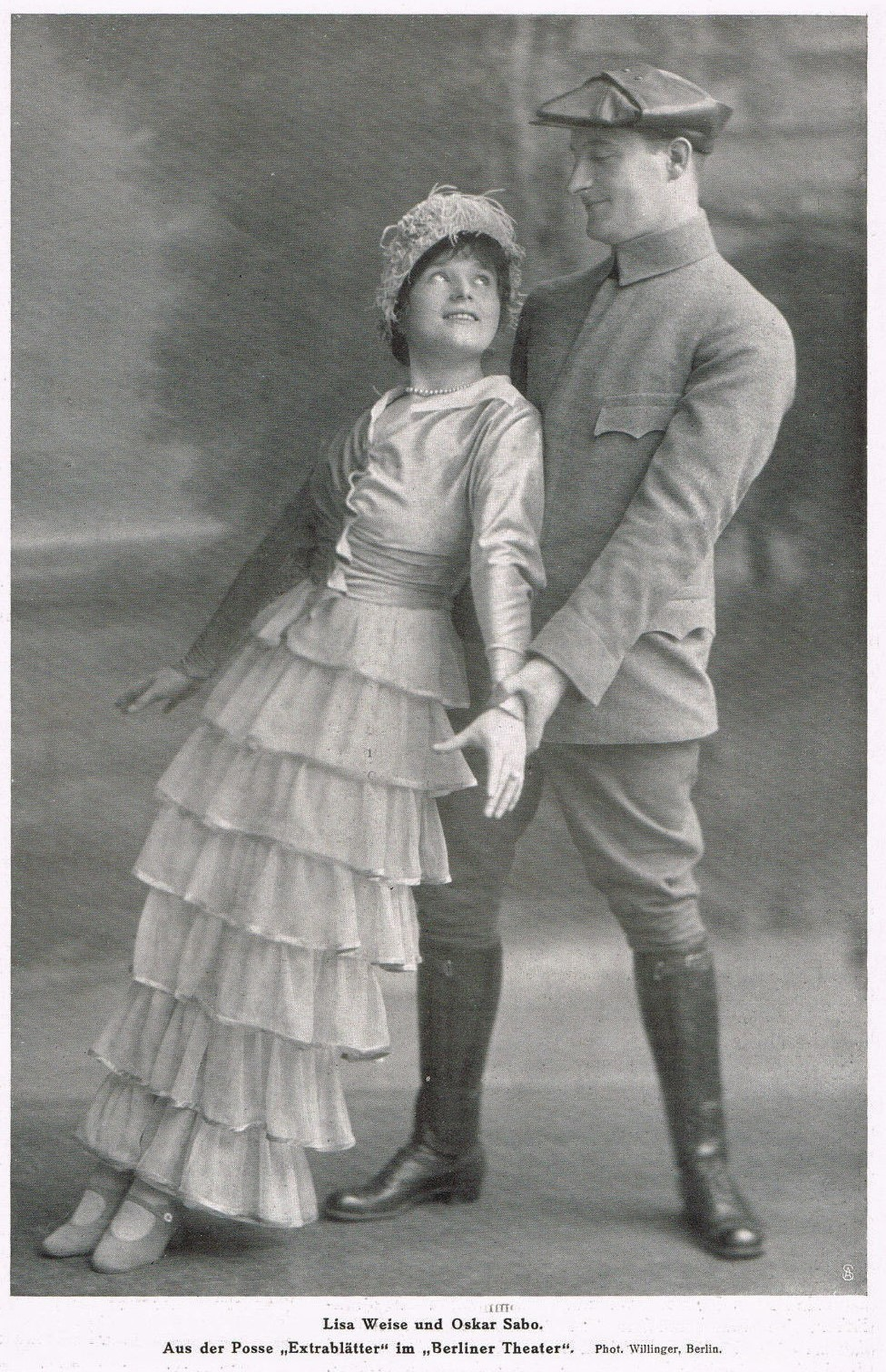
Lisa Weise und Oscar Sabo in der Posse Extrablätter im Berliner Theater (1914)

Oscar Sabo, auch Oskar Sabo (* 29. August 1881 in Wien, Österreich-Ungarn; † 2. Mai 1969 in Berlin) war ein österreichischer Schauspieler.

## Leben
Sabo wurde am Stern’schen Konservatorium in Berlin im Geigenspiel ausgebildet und trat ab 1900 als Laiendarsteller in Theaterstücken auf. Als Max Reinhardt auf ihn aufmerksam wurde, erhielt Sabo ein Engagement am Berliner Theater.
Er wirkte vor allem in Possen und Operetten mit, wo er sich auch als Sänger hervortat. Besonderen Erfolg hatte er 1912 in den beiden Operetten von Walter Kollo Große Rosinen und Filmzauber. Zusammen mit der Sängerin Lisa Weise war er in diesem Jahr der Erstinterpret des populären Marschliedes Untern Linden von Kollo.

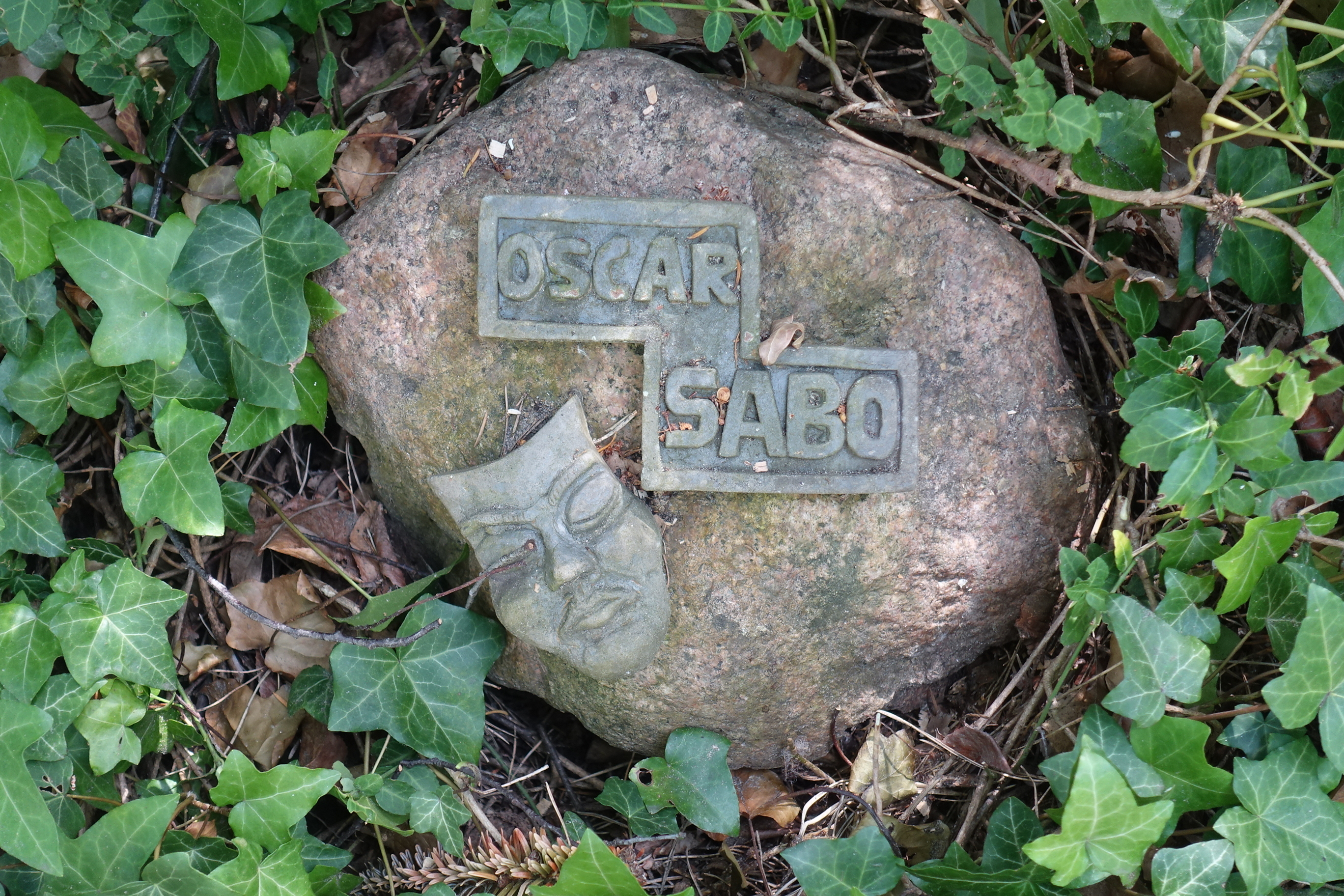
Grab von Oscar Sabo auf dem Friedhof Heerstraße in Berlin-Westend

Als Hauptdarsteller in einem der ersten österreichischen Filme, dem „komischen Kurzfilm“ Die böse Schwiegermutter gab er 1910 sein Filmdebüt, 1914 war dann Hanni, kehre zurück! Alles vergeben! sein erster in Deutschland gedrehter Film. Beim Stummfilm wurde Sabo danach nur sporadisch eingesetzt, erst im Tonfilmzeitalter avancierte der bereits über Fünfzigjährige zum vielbeschäftigten Nebendarsteller. Er verkörperte Chauffeure, Schaffner, Polizisten, Kutscher, Briefträger und andere eher subalterne Figuren, die er meist von der etwas humorigen Seite her darstellte. Sabo stand 1944 in der Gottbegnadeten-Liste des Reichsministeriums für Volksaufklärung und Propaganda.
Oscar Sabo starb Anfang Mai 1969 im Alter von 87 Jahren in einem Berliner Krankenhaus. Beigesetzt wurde er auf dem landeseigenen Friedhof Heerstraße im heutigen Ortsteil Berlin-Westend (Grablage: II-W-Ur 3-36). Sein Sohn Oscar Sabo junior, der ebenfalls Schauspieler geworden war, wurde 1978 an seiner Seite bestattet.

## Filmografie
- 1910: Die böse Schwiegermutter
- 1914: Hanni, kehre zurück! Alles vergeben!
- 1915: Der Barbier von Filmersdorf
- 1916: Bummelstudenten
- 1922: Sie und die Drei
- 1922: Der falsche Dimitry
- 1922: Der falsche Prinz
- 1924: Gehetzte Menschen
- 1930: Der Hampelmann
- 1930: Die Lindenwirtin
- 1931: Schön ist die Manöverzeit
- 1931: Er und sein Diener
- 1931: Die Blumenfrau von Lindenau
- 1931: Der kleine Seitensprung
- 1932: Gitta entdeckt ihr Herz
- 1932: Es wird schon wieder besser
- 1932: Der Orlow
- 1933: Die Unschuld vom Lande
- 1933: Hochzeit am Wolfgangsee
- 1933: Zwei im Sonnenschein
- 1933: Schüsse an der Grenze
- 1933: Das lustige Kleeblatt
- 1933: Das Lied der Sonne
- 1933: Der Läufer von Marathon
- 1933: Liebe muß verstanden sein
- 1934: Erstens kommt es anders
- 1934: Oberwachtmeister Schwenke
- 1934: G’schichten aus dem Wienerwald
- 1934: Rosen aus dem Süden
- 1934: Annette im Paradies
- 1935: Frischer Wind aus Kanada
- 1935: Der blaue Diamant
- 1935: Wer wagt – gewinnt
- 1935: Endstation
- 1935: Liebesleute
- 1936: Die Ballmutter
- 1936: Der Zweck heiligt die Mittel
- 1936: Donaumelodien
- 1936: Das Hofkonzert
- 1937: Gleisdreieck
- 1937: Wenn in Werder blühn die Bäume
- 1937: Steckbrief 606
- 1937: Der Prüfstein
- 1937: Die göttliche Jette
- 1937: Das Bummelgenie
- 1937: Urlaub auf Ehrenwort
- 1938: Halt...meine Uhr!
- 1938: Die fromme Lüge
- 1938: Spaßvögel
- 1938: Frau Sylvelin
- 1938: Der Fall Deruga
- 1938: Steputat & Col.
- 1939: Zwölf Minuten nach Zwölf
- 1939: Silvesternacht am Alexanderplatz
- 1939: Sommer, Sonne, Erika
- 1939: Die Geliebte
- 1939: Verdacht auf Ursula
- 1939: In letzter Minute
- 1939: Verwandte sind auch Menschen
- 1939: Heimatland
- 1939: Ich bin gleich wieder da
- 1939: Umwege zum Glück
- 1939: Onkel Fridolin
- 1939: In Sachen Herder contra Brandt
- 1939: Evtl. spätere Heirat nicht ausgeschlossen
- 1939: Die kluge Schwiegermutter
- 1939: Die Frau ohne Vergangenheit
- 1940: Falschmünzer
- 1940: Verwandte sind auch Menschen
- 1940: Mädchen im Vorzimmer
- 1940: Das leichte Mädchen
- 1940: Golowin geht durch die Stadt
- 1940: Links der Isar – rechts der Spree
- 1940: Tip auf Amalia
- 1940: Fahrt ins Leben
- 1940: Der dunkle Punkt
- 1941: Am Abend auf der Heide
- 1941: Unser kleiner Junge
- 1941: Blutsbrüderschaft
- 1941: Der Weg ins Freie
- 1941: Das große Spiel
- 1941: Der Gasmann
- 1941: Über alles in der Welt
- 1941: Leichte Muse
- 1942: Fünftausend Mark Belohnung
- 1942/44: Philharmoniker
- 1943: Ein schöner Tag
- 1943: Reise in die Vergangenheit
- 1943: Du gehörst zu mir
- 1943: Gefährtin meines Sommers
- 1943: Liebesgeschichten
- 1944: Glück unterwegs
- 1944: Familie Buchholz
- 1944: Musik in Salzburg
- 1944: Neigungsehe
- 1944/48: Eine alltägliche Geschichte
- 1944/49: Wiener Mädeln
- 1945: Das Leben geht weiter
- 1950: Drei Mädchen spinnen
- 1950: Wenn Männer schwindeln
- 1951: Eva im Frack
- 1953: Damenwahl
- 1954: Der schweigende Engel
- 1955: Die Drei von der Tankstelle
- 1956: Stresemann
- 1956: Die Christel von der Post
- 1958: Madeleine und der Legionär
- 1958: Das gab’s nur einmal

## Synchronrollen (Auswahl)
Quelle: Deutsche Synchronkartei
| Schauspieler | Film/Serie | Rolle              |
| ------------ | ---------- | ------------------ |
| Vito Scotti  | Aristocats | italienische Katze |